# Représentations diplomatiques en Irlande
 (novembre 2019).

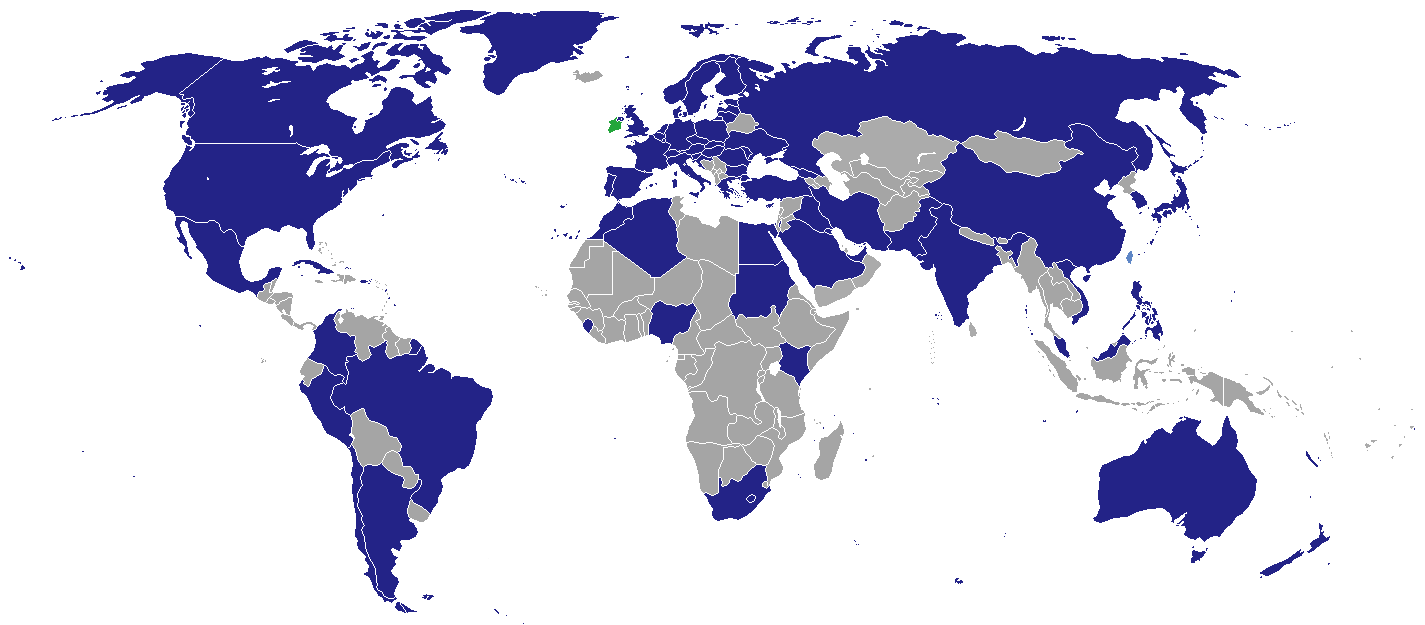
En vert : l'Irlande, en bleu : pays ayant une représentation diplomatique en Irlande.

Les représentations diplomatiques en Irlande sont actuellement au nombre de 62. Il existe de nombreuses délégations et bureaux de représentations des organisations internationales et d'entités infranationales dans la capitale Dublin.

## Ambassades à Dublin
| - Argentine - Australie - Autriche - Belgique - Brésil - Bulgarie - Canada - Chili - Chine - Croatie - Cuba - Chypre - Tchéquie - Danemark - Égypte - Estonie - Éthiopie - Finlande - France - Géorgie - Allemagne - Grèce - Vatican | - Hongrie - Inde - Iran - Israël - Italie - Japon - Kenya - Corée du Sud - Lettonie - Lesotho - Lituanie - Malaisie - Maroc - Malte - Mexique - Moldavie - Pays-Bas - Nigeria - Nouvelle-Zélande | - Norvège - Pakistan - Pologne - Portugal - Roumanie - Russie - Arabie saoudite - Soudan - Slovaquie - Slovénie - Afrique du Sud - Espagne - Suisse - Turquie - Ukraine - Émirats arabes unis - Royaume-Uni - États-Unis |